# ميشيل بار
ميشيل بار (بالإنجليزية: Michelle Barr)‏ هي لاعبة كرة قدم بريطانية، ولدت في 19 أكتوبر 1978 في لانارك ‏ في المملكة المتحدة. شاركت مع منتخب اسكتلندا لكرة القدم للسيدات. أما مع النوادي، فقد لعبت مع آي بي في.

## وصلات خارجية
- ميشيل بار على موقع الاتحاد الدولي (مؤرشف)  (الإنجليزية)